# Grupo DESA
Grupo DESA (Desarrolladora Energética S.A) es una empresa privada, fundada por Rogelio Pagano, que tiene por objeto social la prestación del servicio de distribución y comercialización de energía eléctrica. La empresa posee la concesión de las cuatro principales empresas distribuidoras de electricidad de la provincia de Buenos Aires (EDEA, Edelap, EDEN y Edes) y de EDESA (Empresa Distribuidora de Electricidad de Salta S.A.). En 2014, a los 61 años, Pagano dejó su empleo en el Grupo Mindlin para fundar una empresa propia, Desarrolladora Energética SA (DESA). En los dos años siguientes a la elección de Mauricio Macri como presidente y María Eugenia Vidal a quienes el grupo había financiado sus campañas como gobernadora de la provincia de Buenos Aires, DESA logro que se modifique vía decreto la ley y perita el monopolio de la energía en el interior provincias, gracias a ello compró las cuatro empresas en que había sido dividido el servicio de distribución eléctrica de la provincia de Buenos Aires: Eden (norte y centro), Edes (sur), Edelap (La Plata y alrededores) y Edea (Costa Atlántica y centro),  Simultáneamente DESA compró EDESA, la empresa eléctrica de la provincia de Salta. 
En 2019 Pagano fue objeto de la atención de la prensa, debido al gran apagón que afectó al área de la ciudad de La Plata, capital de la provincia de Buenos Aires, del que fue responsable la empresa Edelap y por la que fue sancionada con una multa de 150 millones de pesos.
En 2016, Rogelio Pagano, adquirió Edelap por más de $250 millones, una operación en la que Pagano y sus socios cercanos contribuyeron con el 40% del capital. 
han cuestionado a las empresas eléctricas privatizadas por destinar a la inversión fondos insuficientes para alcanzar los estándares comprometidos en las concesiones. Una investigación realizada por Federico Basualdo, exdirector del Ente Nacional Regulador de la Electricidad (ENRE), concluyó que en el período 2016-2019, las inversiones eléctricas disminuyeron con respecto a 2015, pese a que las cuatro empresas eléctricas más importantes del país (Edesur, Edenor, Edelap y Edea) aumentaron sus tarifas entre un 1600% y un 2100%.
Antes de fundar DESA, Pagano acumuló experiencia en el sector financiero y eléctrico, junto a Eduardo Elsztain y Marcelo Mindlin.